# Diogen iz Seleukije
Diogen iz Seleukije (grčki: Δıογένης, Diogénēs) (oko 230. – oko 150./140. pr. Kr.) bio je grčki stoički filozof. Njegov učitelj bio je Hrizip. Godine 155. pr. Kr. poslali su ga Atenjani, s Kritolajem i Karneadom, u Rim da izmole oprost novčane kazne zbog pljačkanja grada Oropa, pa je tada upoznao Rimljane sa stoičkom filozofijom. Od njegovih djela sačuvali su se samo odlomci.